# Textura spinifex
Textura spinifex, dendrítica ou textura em pé-de-galo, é um tipo de textura petrológica, típica das rochas comatiíticas, caracterizada pela presença de grandes cristais matriciais, lamelares ou achatados, de olivina e piroxenas formando feixes sub-paralelos que se entrecruzam numa pasta de fundo fino de vidro vulcânico desvitrificado. Este tipo de textura é em geral o resultado de um resfriamento muito rápido de lavas de alta temperatura.

## Descrição
A chamada «textura em pé-de-galo», referida na literatura científica frequentemente por «textura spinifex», comum na superfície de rochas derivadas de lavas máficas e ultramáficas. Nessas rochas, mas com destaque para os comenditos e rochas similares, esta textura dá origem a marcas compostas por traços lineares, muitas vezes entre-cruzados em várias direções e formando um padrão característico do tipo pé-de-galo ou espinha. Essas marcas, que podem variar de vários centímetros de comprimento a mais de um metro, à primeira vista parecem ter origem artificial, tal é a perfeição e linearidade dos traços.
Ora a textura spinifex (o vocábulo é nome de uma gramínea australiana) deriva simplesmente da presença naquelas rochas de grandes quantidades de cristais aciculares ou platiformes de olivina e de piroxenas, ou dos seus pseudomorfos, que se agrupam em bandas de grandes cristais (na linguagem dos petrologistas, fenocristais) rodeadas por uma massa onde predominam os microcristais ou mesmo material vítreo ou desvitrificado. Como o ataque da meteorização e da alteração química é diferente, as bandas cristalinas tendem a ser removidas mais rapidamente que a rocha circundante, deixando os tais traços profundos com fácies artificial.